# Festival de la fiction TV de La Rochelle 2014
La 16e édition du Festival de la fiction TV s'est déroulée à La Rochelle, du 10 au 14 septembre 2014.  Quatorze prix ont été décernés par un jury de professionnels de la fiction télévisée, présidé par le comédien et producteur Bernard Le Coq, ainsi que trois prix spéciaux.  

## Jury
Le jury de la compétition officielle est composé de :
- Bernard Le Coq (président), comédien et producteur
- Rachida Brakni, comédienne
- Christine Miller Wagner, auteur
- Stéphane Moucha, compositeur
- Sabrina Ouazani, comédienne
- Thierry Petit, auteur et réalisateur
- Bruno Todeschini, comédien

## Compétition officielle
Les œuvres concourent dans plusieurs catégories :

### Téléfilms unitaires (France)
- Au nom des fils (France 3), de Christian Faure
- Ceux qui dansent sur la tête (Arte), de Magaly Richard-Serrano
- Danbé, la tête haute (Arte), de Bourlem Guerdjou
- Des roses en hiver (France 2), de Lorenzo Gabriele
- Disparus (France 3), de Thierry Binisti
- La Douce Empoisonneuse (Arte), de Bernard Stora
- La Guerre des ondes (France 3), de Laurent Jaoui
- L'Héritière (France 3), d'Alain Tasma
- Où es-tu maintenant ? (France 3), d'Arnaud Sélignac
- Un fils (France 2), d'Alain Berliner
- La Vie à l'envers (France 2), d'Anne Giafferi

### Séries (France)
- Candice Renoir, saison 3, épisode 1, Mieux vaut l'abondance que le besoin (France 2), réalisé par Stéphane Malhuret
- Duel au soleil, saison 1, épisode 1 (France 2), réalisé par Olivier Guignard
- Falco, saison 3, épisodes 13 et 14, Chaos (TF1), réalisés par Julius Berg
- Les Hommes de l'ombre, saison 2, épisode 1 (France 2), réalisé par Jean-Marc Brondolo
- Interventions, saison 1, épisode 5 (TF1), réalisé par Éric Summer
- Intrusion, saison 1, épisode 1 (Arte), réalisé par Xavier Palud
- Paris, saison 1, épisode 1 (Arte), réalisé par Gilles Bannier
- Virage Nord (Arte), réalisé par Virginie Sauveur

### Fictions étrangères
- Landauer (A life for football) (Allemagne, BR Bayerischer Rundfunk), de Hans Steinbichler
- Badehotellet (The Seaside Hotel) (Danemark, TV 2 Denmark), de Fabian Wullenweber et Jesper W. Nielsen
- Black Widows (Finlande, Nelonen Media), de Veikko Aaltonen et Marja Pyykkö
- The Honourable Woman (Royaume-Uni, BBC), de Hugo Blick
- Mr Sloane (Royaume-Uni, Sky Atlantic), de Robert B. Weide
- Gomorra (Italie, Sky Italy), de Stefano Sollima, Claudio Cupellini et Francesca Comencini.
- De prooi (The Prey) (Pays-Bas, Vara), de Theu Boermans
- Mensonges (TVA, Addik TV), de Sylvain Archambault
- Son (The End) (Turquie, ATV), de Uluç Bayraktar
- Nyukhach (The Sniffer) (Ukraine, Film.UA), de Artem Litvinenko

### Programmes courts en série
- Coupez ! (sans diffuseur), de Jonathan Michel
- Hero Corp (France 4), de Simon Astier
- Jézabel (sans diffuseur), de Julien Bittner
- Lascars, saison 2, épisode 6, Wesh Side Story (Canal +), de Barthélemy Grossmann
- Nos chers voisins, saison 3 (TF1), de Nath Dumont, Emmanuel Rigaut, Roger Delattre, Pierre Leix-Cote, Stephan Kopecky, Denis Thybaud et Emma Thamié
- Parents mode d'emploi, saison 3 (France 2), de Christophe Campos
- Pep's (saison 1) (TF1), de Denis Thybaud, Stephan Kopecky, Pierre Leix-Cote, Roger Delattre et Jonathan Barré
- Scènes de culte (Ciné +), de Cédric Le Gallo

### Web fictions (France)
- L'Art de séduire, de Maxime Potherat
- Authentik, de Anthony Lemaitre
- La concierge est dans l'escalier, de Cyril Charbit
- Little Planet, de Vincent Burgevin, Franck Lebon et Maxime Potherat
- Paris by night, de Guillaume Crémonèse
- Le Visiteur du futur, de François Descraques

## En compétition pour le prix de la meilleure série de l'année
En partenariat avec Télé Star et Télé Poche, les internautes ont sélectionné trois séries parmi les vingt-sept séries françaises diffusées entre septembre 2013 et juin 2014. Le vote s'est déroulé du 15 juillet 2014 au 8 août 2014. 
Du 20 août au 5 septembre, un second tour opposent :
- Candice Renoir, saison 3, épisode 1, Mieux vaut l'abondance que le besoin (France 2), réalisé par Stéphane Malhuret
- Détectives, saison 2, épisode 8, Cavale, réalisé par Jean-Marc Rudnicki
- Profilage, saison 5, épisodes 5 et 6, Tempête (TF1), réalisés par Vincent Jamain (épisode 5) et Julien Berg (épisode 6)

## Hors compétition
Est présenté lors de la cérémonie d'ouverture, en l'honneur du Président du jury, Bernard Lecoq :
- Rouge Sang (France 2), de Xavier Durringer

Sont présentés hors compétition :
- Profilage, saison 5, épisodes 5 et 6, Tempête (TF1), réalisés par Vincent Jamain (épisode 5) et Julien Berg (épisode 6)
- Pilules bleues (Arte), de Jean-Philippe Amar
- Chefs, saison 1, épisodes 1 et 2 (France 2), réalisés par Arnaud Malherbe
- Couleur locale (France 3), de Coline Serreau et Samuel Tasinaje
- Engrenages, saison 5, épisode 1 (Canal +), réalisé par Frédéric Jardin

## Palmarès
Le jury a décerné les prix suivants, :
- Meilleur téléfilm : Danbé, la tête haute
- Meilleure série : Virage Nord
- Meilleur programme court en série : Lascars
- Meilleure fiction Web : Authentik
- Meilleure réalisation : Magaly Richard-Serrano pour Ceux qui dansent sur la tête
- Meilleure interprétation masculine : Patrick Chesnais pour Où es-tu maintenant ?
- Meilleure interprétation féminine : Michèle Laroque pour Un fils
- Meilleur scénario : Anne Giafferi pour La Vie à l'envers
- Meilleure musique : Jean-Claude et Angélique Nachon pour Disparus
- Prix jeune espoir masculin : Finnegan Oldfield pour Ceux qui dansent sur la tête
- Prix jeune espoir féminin : Hélène Kuhn pour Jezabel
- Meilleure fiction étrangère : The Honourable Woman
- Prix spécial du jury pour la fiction étrangère : Mr Sloane
- Prix spécial du jury : Au nom des fils
- Prix de la Meilleure série de l'année Télé Star / Télé Poche: Détectives
- Prix des collégiens de Charentes-Maritime : Coupez !
- Prix Poitou-Charentes des lecteurs de Sud-Ouest : Danbé, la tête haute